# 耐火粘土

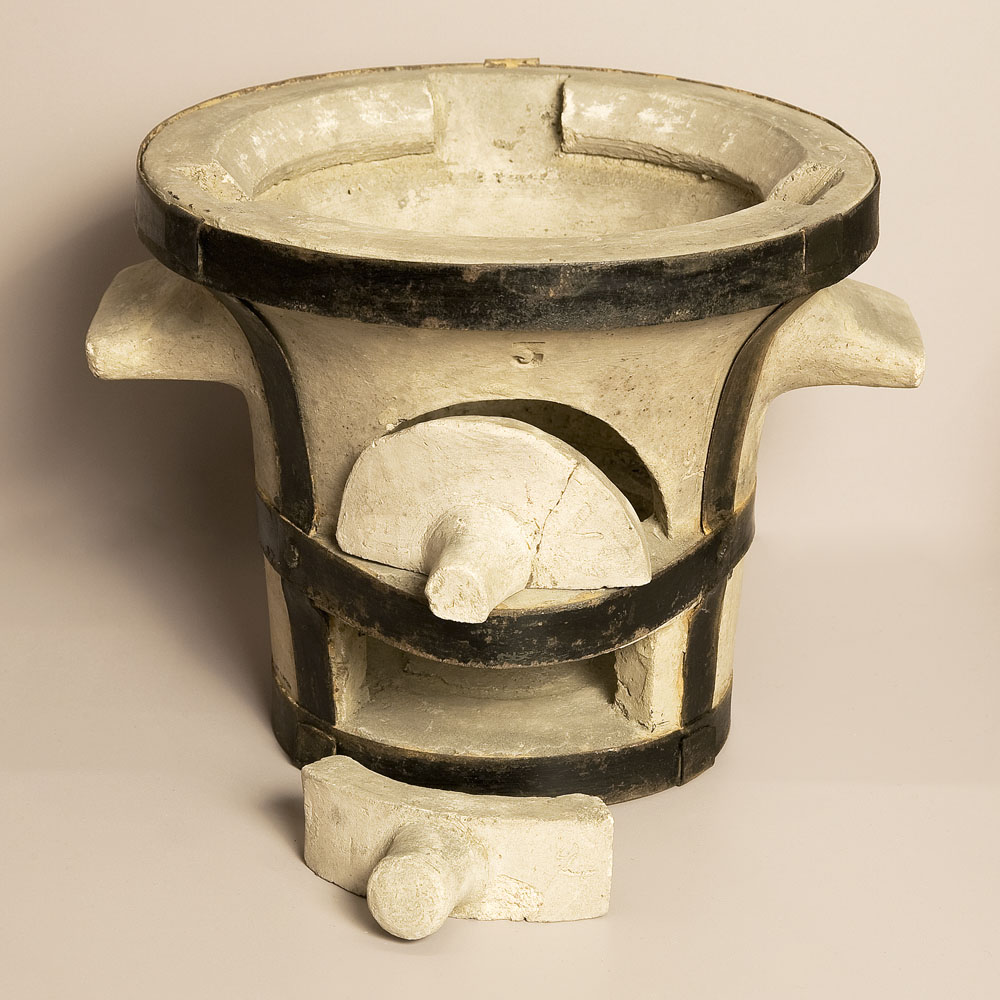
耐火粘土で製造された小型オーブン

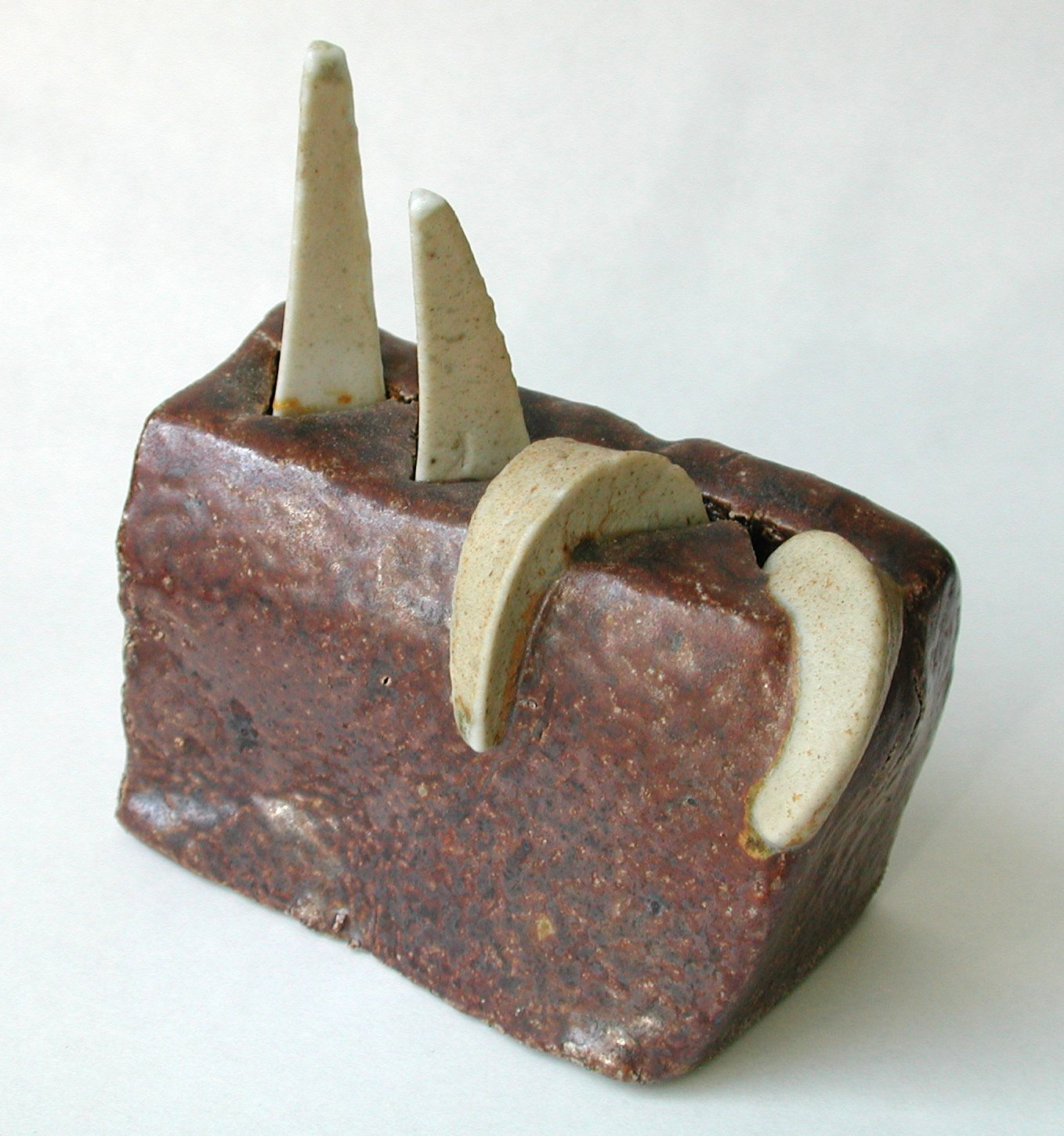
使用後のゼーゲルコーン。配合の異なる主成分がアルミナの三角錐が溶ける様子から炉の中の温度を推測する。

耐火粘土（たいかねんど）とは、高温で溶解せず耐火煉瓦などの耐火物の素材となる粘土である。カオリナイトの含有量が多く、石灰などの融点を下げる不純物は少ない。
摂氏1590度（℃）以上の高温に耐えられる粘土の総称である。日本の鉱業法第三条（適用鉱物）では、摂氏1690度（℃）以上の物をいう。

## 特徴
他の耐火煉瓦素材に比べ、比較的安価で、可塑性がよく成形性があり、比較的低温で焼結し焼成しやすい。陶器などの生産に使われる窯炉や製鉄用高炉などに使われる耐火煉瓦の原料である。
主にカオリナイトからなり、石英、セリサイト、パイロフィライト、長石類などの随伴鉱物の割合と粒度などによって溶融温度・焼結性などに変化がある。

### 耐火性
耐火熱測定にはゼーゲルコーンというアルミナなどの配合が異なる三角錐を炉の中に入れて、それぞれの三角錐が変形する様子から内部温度を確認する。
耐火粘土は、ゼーゲルコーンの判別でSK26（摂氏1590度）以上を耐えられる粘土、日本の鉱業法ではSK31（摂氏1690度）以上を耐えられる粘土をいう。

## 産地と分類・精製
石炭層の下部にある下盤粘土(シートアース)が適する。
デンマークの陶磁器製造会社ロイヤルコペンハーゲンでは、デンマークのボーンホルム島などから産出したものを使用する。
日本においては、生成年代の古い頁岩状の硬質粘土( Flint Clay )と、生成年代の新しい軟質粘土がある。耐火粘土の生成分類では、
1. 残留鉱床に伴う一次粘土、熱水性粘土
2. 堆積鉱床を伴う二次粘土

に分けられる
- 熱水性粘土（カオリン質粘土）
- 堆積性粘土
  - 頁岩粘土
  - 木節粘土
  - 蛙目粘土

木節粘土のように採掘して、そのまま出荷されるものを除き、大部分は伝統的な水簸法や電磁式除鉄機、液体サイクロン、シックナー(沈降濃縮槽)、沈降促進剤、脱水・濾過・乾燥機、浮遊選鉱などで精製される。

## 用途
耐火煉瓦などの耐火物、陶磁器、るつぼ、匣鉢、ガラス・金属製造などに用いられる。
硬質粘土は、そのままだと硬いので、塊のまま焼結した後に砂状に砕きシャモット（英語：grog、グロッグ。焼粉、firesand とも）と呼ばれる耐火煉瓦の骨材とする。軟質粘土をそのまま焼結させると収縮を起こして、割れたり、歪曲を起こすので、骨材を入れることで収縮を防ぎ目的の形状にすることができる。
シャモットは、ほかの粘土においても収縮を抑えるため陶芸などにも使われる。

## 歴史
日本の歴史
陶磁器などは作られてはいたが、地震の多い日本では明治期まで煉瓦という建材が定着することはなかった。ましてや高温を扱う高炉用の炉材となるような耐火煉瓦は作られていなかった。そのため、外国から輸入が検討されていた。
しかし、明治8年（1875年）10月、東京ガスの前身である東京府瓦斯局が調査に派遣していたフランス人技術者ペレグラン(アンリー・ペレゲレン)が、群馬県寺尾村で耐火粘土を発見したことから状況が変化した。渋沢栄一の支援を受けて西村勝三（通称：伊勢勝）が伊勢勝白煉瓦製造所を創業し、耐火煉瓦の生産が始まった。

## 関連企業
- 品川リフラクトリーズ(前身：伊勢勝白煉瓦製造所)
- ロイヤルコペンハーゲン[10]